# Aki
Aki (jap. あき, アキ) – popularne imię japońskie, fińskie i nigeryjskie. W Japonii występuje także jako nazwisko.

## Możliwa pisownia w języku japońskim
Aki można zapisać używając wielu, różnych znaków kanji i może znaczyć m.in.:
- 秋, "jesień"[1]
- 亜季, "Azja, sezon"
- 明希, "jasny, nadzieja"

## Znane osoby
o nazwisku Aki
- Angela Aki (アキ), właśc. Kiyomi Aki (安芸), japońska piosenkarka, autorka tekstów, kompozytorka i pianistka

o imieniu Aki
- Aki, basista japońskiego zespołu GLACIER
- Aki (亜季), basista japońskiego zespołu Sadie
- Aki (明希), basista japońskiego zespołu SID
- Aki Maruyama (亜季), japońska siatkarka
- Aki Matsuhashi, japońska skoczkini narciarska
- Aki Ogawa (亜希), japońska curlerka
- Aki Shimizu (アキ), japońska mangaka

- Aki Hakala, perkusista zespołu The Rasmus
- Aki Karvonen, fiński biegacz narciarski
- Aki Kaurismäki, fiński reżyser, scenarzysta i aktor filmowy
- Aki Parviainen, fiński lekkoatleta
- Aki Riihilahti, fiński piłkarz
- Aki Ulander, fiński koszykarz

## Fikcyjne postacie
o imieniu Aki
- Aki Hinata (秋), bohaterka mangi i anime Keroro Gunsō
- Aki Kino (Silvia Woods) (秋), bohaterka mangi i anime Inazuma Eleven
- Aki Nitta (亜希), bohaterka gry visual novel i anime Soul Link

o nazwisku Aki
- Yūko Aki (安岐), postać z serii Sky Girls